# Flume (hudebník)
Harley Edward Streten (* 5. listopadu 1991, Sydney), známý jako Flume, je australský diskžokej a hudební producent. Je považován za průkopníka a popularizátora hudebního žánru future bass.

## Mládí
Harley Edward Streten se narodil 5. listopadu 1991 v Sydney. Jeho otec, Glen Streten, je filmař a hudební producent a jeho matka, Lyndall, je zahradnice a bývalá učitelka. Vyrůstal v Northern Beaches of Sydney s mladší sestrou a bratrem a navštěvoval základní školu Seaforth Public School a St Augustine's College, Brookvale a střední školu Mosman High School. Hudbě se začal věnovat v 11 letech. V roce 2010 začal Flume produkovat house pod svými iniciálami HEDS. Kromě několika remixů vytvořil dvě autorské skladby, „Flow“ a „Fizz“.

## Kariéra
Jeho stejnojmenné debutové studiové album, Flume, bylo vydáno v roce 2012. Album se dostalo na první místo v žebříčku ARIA Albums Chart. Jeho druhé studiové album Skin vyšlo v roce 2016 a opět se umístilo na prvním místě žebříčku ARIA Albums Chart. Album získalo cenu za nejlepší taneční/elektronické album na předávání cen Grammy 2017. Albu se dostalo mezinárodního uznání díky prvnímu singlu alba „ Never Be like You “, který byl nominován na nejlepší taneční nahrávku. Po vydání alba Skin Flume vydal Skin Companion EP 1 v listopadu 2016 a Skin Companion EP 2 v únoru 2017. V roce 2019 vydal mixtape Hi This Is Flume. Jeho třetí studiové album Palaces vyšlo v květnu 2022.
Flume remixoval písně od umělců jako je Lorde, Sam Smith, Arcade Fire, Hermitude a Disclosure. 

## Nominace a ocenění

### AIR Awards
Australian Independent Record Awards (běžně označované jako AIR Awards) je každoroční udílení cen autorům australské nezávislé hudby.